# 1988 – Uma Greve, Corações e Mentes
1988 – Uma Greve, Corações e Mentes é um documentário brasileiro, dirigido pelo professor, historiador e documentarista Erasmo José da Silva e produzido por Nilza Mendes Machado, que fala sobre a Greve ocorrida na Companhia Siderúrgica Nacional (CSN) em novembro de 1988, que culminou com a morte de 3 operários. Por ter sido produzido em homenagem aos 30 anos do acontecimento, o filme foi lançado na data exata do 30o aniversário da morte dos 3 operários (9 de novembro).
O historiador passou três anos à frente de pesquisas, reunindo imagens fotográficas, filmes, e depoimentos de diversos personagens e representantes de instituições e veículos de comunicação. A obra só contou com apoios isolados e voluntários, e parceria com a TV Universitária da Universidade Federal Fluminense de Volta Redonda (UFF-VR) de Volta Redonda (TVR) e Centro Acadêmico Dom Waldyr Calheiros (CADOM), entidade também ligadas à UFF-VR, além do Centro de Memória do Sul Fluminense (Semesf-VR).